# Maamigili (Raa-atol)
Maamigili is een van de onbewoonde eilanden van het Raa-atol behorende tot de Maldiven.